# Kuronezumia paepkei
Kuronezumia paepkei is een straalvinnige vissensoort uit de familie van rattenstaarten (Macrouridae). De wetenschappelijke naam van de soort is voor het eerst geldig gepubliceerd in 1992 door Shcherbachev, Sazonov & Iwamoto.